# Grosourdya zollingeri
Grosourdya zollingeri là một loài thực vật có hoa trong họ Lan. Loài này được (Rchb.f.) Rchb.f. mô tả khoa học đầu tiên năm 1868.

## Hình ảnh

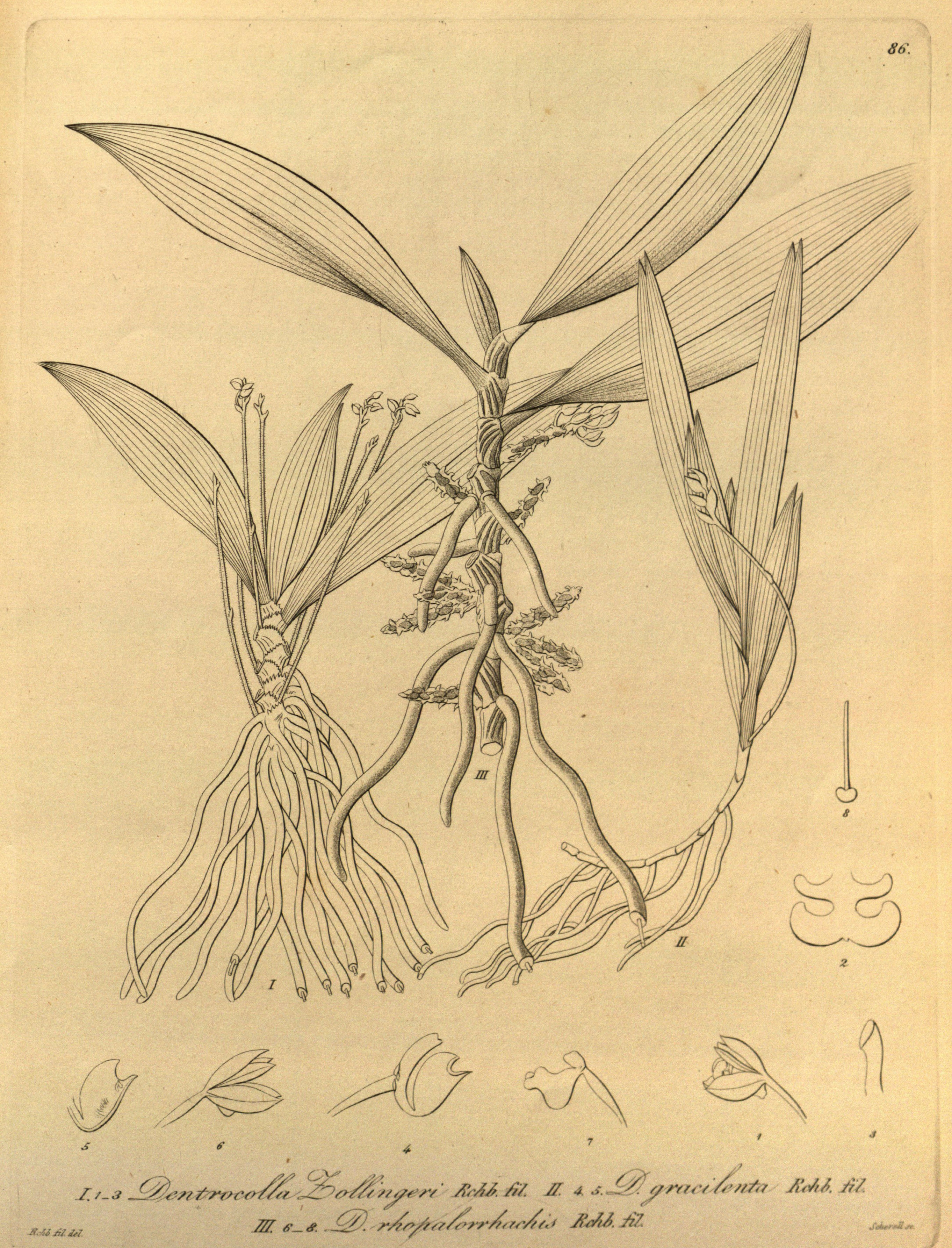